# Arkadiusz Zawistowski
Arkadiusz Zawistowski – katolicki prezbiter, kanonik honorowy kapituły konkatedralnej warszawsko-praskiej. Krajowy duszpasterz służby zdrowia, sekretarz Zespołu ds. Służby Zdrowia Konferencji Episkopatu Polski (KEP).

## Życiorys
Absolwent Papieskiego Wydziału Teologicznego w Warszawie (PWTW) (Magister teologii, 1994). Święcenia kapłańskie przyjął z rąk ks. bpa Kazimierza Romaniuka dnia 21 maja 1994. W latach 2011–2013 odbył studia podyplomowe w dziedzinie Opieka Duszpasterska Służby Zdrowia i Pomocy Społecznej na Papieskim Uniwersytecie Jana Pawła II w Krakowie. Od 2006 pełni funkcję kapelana w Głównym Inspektoracie Sanitarnym, od 2008 członek zespołu KEP ds. Duszpasterstwa Służby Zdrowia,. Od 2016 pełni funkcję krajowego duszpasterza służby zdrowia KEP.

## Nagrody i wyróżnienia
- 2010 - przywilej noszenia rokiety i mantoletu;
- 2016 - Kanonik honorowy kapituły konkatedralnej[2].